# Badula
Badula is een geslacht uit de sleutelbloemfamilie (Primulaceae). De soorten komen voor op het eiland Madagaskar en op de Mascarenen.

## Soorten
- Badula balfouriana (Kuntze) Mez
- Badula barthesia (Lam.) A.DC.
- Badula borbonica A.DC.
- Badula crassa A.DC.
- Badula decumbens (Cordem.) Coode
- Badula fragilis Bosser & Coode
- Badula grammisticta (Cordem.) Coode
- Badula insularis A.DC.
- Badula leandriana H.Perrier
- Badula multiflora A.DC.
- Badula nitida (Coode) Coode
- Badula ovalifolia A.DC.
- Badula pervilleana H.Perrier
- Badula platyphylla (A.DC.) Coode
- Badula reticulata A.DC.
- Badula richardiana H.Perrier
- Badula sieberi A.DC.

... · 
Anagallis (Guichelheil) · 
Androsace (Mansschild) · 
Ardisia · 
Centunculus · 
Coris · 
Cortusa · 
Cyclamen (Cyclaam) · 
Dionysia · 
Glaux · 
Hottonia · 
Lysimachia (Wederik) · 
Myrsine · 
Primula (Sleutelbloem) · 
Samolus · 
Soldanella (Kwastjesbloem) · 
Trientalis · 
Vitalania · 
...